# 말세
말세(末世, end-time)는 세계 대부분의 종교 및 신화에 등장하는 종말론이다.
기독교에서 "마지막 날"은 구원자이자 메시아로서의 예수 그리스도의 재림이 우선되는 환난 시대를 언급하기도 한다. 이슬람에서는 부활의 날(Yawm al-Qiyāmah), 심판의 날(Yawm ad-Din)이 세상의 마지막 이전에 선행된다. 유다교에서 "마지막 날"이라는 용어는 타나크의 민수기 24장 4절에서 메시아 시대에 대한 언급과 메시아가 도래할 것이라는 유다인들의 믿음을 상징한다. 이후 요엘이나 스바니야 등도 '야훼의 날, 또는 주님의 날(가톨릭) 등을 통해 이스라엘 백성에게 심판의 날이 찾아올 것을 경고하였다. 다른 다양한 종교도 환생과 구속에 관한 종말론적인 믿음을 가지고 있다.

## 기독교에서의 말세의 비유
마태복음 10:15
내가 진실로 너희에게 이르노니 심판 날에 소돔과 고모라 땅이 그 성보다 견디기 쉬우리라
말세에는 넘치는 성욕으로 말미암아 동성애를 한다고 한다. 동성애는 안된다.

그러므로 다니엘 예언자를 통하여 말씀하신 대로, 황폐를 부르는 혐오스러운 것이 거룩한 곳에 서 있는 것을 보거든  ─ 읽는 이는 알아들으라. ─ 그때에 유다에 있는 이들은 산으로 달아나라. 옥상에 있는 이는 물건을 꺼내러 집 안으로 내려가지 말고, 들에 있는 이는 겉옷을 가지러 가려고 뒤로 돌아서지 마라. 불행하여라, 그 무렵에 임신한 여자들과 젖먹이가 딸린 여자들! 너희가 달아나는 일이 겨울이나 안식일에 일어나지 않도록 기도하여라. 그때에 큰 환난이 닥칠 터인데, 그러한 환난은 세상 시초부터 지금까지 없었고 앞으로도 결코 없을 것이다. 그 날수를 줄여 주지 않으시면 어떠한 사람도 살아남지 못할 것이다. 그러나 선택된 이들을 위하여 그 날수를 줄여 주실 것이다.— 마태오 복음서(마태복음) 24장 15-22절

   있어서는 안 될 곳에 황폐를 부르는 혐오스러운 것이 서 있는 것을 보거든 ─ 읽는 이는 알아들으라. ─ 그때에 유다에 있는 이들은 산으로 달아나라. 옥상에 있는 이는 내려가지도 말고 무엇을 꺼내러 집 안으로 들어가지도 마라. 들에 있는 이는 겉옷을 가지러 뒤로 돌아서지 마라. 불행하여라, 그 무렵에 임신한 여자들과 젖먹이가 딸린 여자들! 그 일이 겨울에 일어나지 않도록 기도하여라. 그 무렵에 환난이 닥칠 터인데, 그러한 환난은 하느님께서 이룩하신 창조 이래 지금까지 없었고 앞으로도 없을 것이다. 주님께서 그 날수를 줄여 주지 않으셨으면, 어떠한 사람도 살아 남지 못할 것이다. 그러나 주님께서는 몸소 선택하신 이들을 위하여 그 날수를 줄여 주셨다.— 마르코 복음서(마가복음) 13장 14-20절

예루살렘이 적군에게 포위된 것을 보거든, 그곳이 황폐해질 때가 가까이 왔음을 알아라. 그때에 유다에 있는 이들은 산으로 달아나고, 예루살렘에 있는 이들은 거기에서 빠져나가라. 시골에 있는 이들은 예루살렘으로 들어가지 마라. 그때가 바로 성경에 기록된 모든 말씀이 이루어지는 징벌의 날이기 때문이다. 불행하여라, 그 무렵에 임신한 여자들과 젖먹이가 딸린 여자들! 이 땅에 큰 재난이, 이 백성에게 진노가 닥칠 것이기 때문이다. 사람들은 칼날에 쓰러지고 포로가 되어 모든 민족들에게 끌려갈 것이다. 그리고 예루살렘은 다른 민족들의 시대가 다 찰 때까지 그들에게 짓밟힐 것이다.
그리고 해와 달과 별들에는 표징들이 나타나고, 땅에서는 바다와 거센 파도 소리에 자지러진 민족들이 공포에 휩싸일 것이다. 사람들은 세상에 닥쳐오는 것들에 대한 두려운 예감으로 까무러칠 것이다. 하늘의 세력들이 흔들릴 것이기 때문이다. 그때에 ‘사람의 아들이’ 권능과 큰 영광을 떨치며 ‘구름을 타고 오는 것을’ 사람들이 볼 것이다. 이러한 일들이 일어나기 시작하거든 허리를 펴고 머리를 들어라. 너희의 속량이 가까웠기 때문이다.

(예수님께서는 이어서 그들에게 비유 하나를 말씀하셨다.) 무화과나무와 다른 모든 나무를 보아라. 잎이 돋자마자, 너희는 그것을 보고 여름이 이미 가까이 온 줄을 저절로 알게 된다. 이와 같이 너희도 이러한 일들이 일어나는 것을 보거든, 하느님의 나라가 가까이 온 줄 알아라. 내가 진실로 너희에게 말한다. 이 세대가 지나기 전에 모든 일이 일어날 것이다. 하늘과 땅은 사라질지라도 내 말은 결코 사라지지 않을 것이다.— 루카 복음서(누가복음) 21장 20-33절

## 같이 보기
- 재림
- 종말론
- 최후의 심판